# Ulrich Brunner
‘Ulrich Brunner’, le plus souvent ‘Ulrich Brunner Fils’, est un cultivar de rosier arbustif à floraison remontante, obtenu en 1881 par le rosiériste lyonnais Antoine Levet (1818-1891). Il était fort en vogue à la Belle Époque. L'écrivain russe Anton Tchekhov le fit planter dans le jardin de sa villa de Yalta. 

## Description
Ce rosier peut atteindre 175 cm de hauteur et 120 cm de largeur.
Il donne de grosses roses (10 cm) en bouquets rouge cerise pâlissant au rose carmin. Ses fleurs sont légèrement parfumées. Son feuillage est vert foncé et luisant ; ce rosier est presque inerme. Sa floraison est remontante.
C'est une variété peu exigeante qui s'adapte à tout type de terrain avec un peu de soins, ce qui explique sa longévité et son succès dans les catalogues de roses anciennes. On peut notamment l'admirer à l'Europa-Rosarium de Sangerhausen en Allemagne.
D'après le Journal des roses dans son numéro de juillet 1888, il serait issu de ‘Paul Neyron’ (Levet, 1869).
Il doit son nom à Ulrich Brunner (ou Brünner), rosiériste à Lausanne et ami de Levet.